# Burg Hohenstein (Schwäbische Alb)
Die Burg Hohenstein auf der Schwäbischen Alb ist die Ruine einer Höhenburg auf einer auf 785 m ü. NN liegenden Anhöhe bei Oberstetten, einem Ortsteil der seit 1975 nach ihr benannten Gemeinde Hohenstein im Landkreis Reutlingen, bestehend aus den ehemals eigenständigen Dörfern (heute Ortsteilen) Bernloch, Eglingen, Meidelstetten, Oberstetten und Ödenwaldstetten in Baden-Württemberg.
Auf dem Burgareal finden regelmäßig Lesungen sowie Musik- und Theatervorführungen statt.

## Geschichte
Die Burg wurde Ende des 11. Jahrhunderts von den Herren von Hohenstein erbaut. In den Zwiefalter Chroniken wird die Burg erstmals um 1100 erwähnt. Die Hohensteiner waren reiche Adlige im Hochmittelalter, die von der Burg aus verwalteten, regierten, Steuern erhoben und Recht sprachen. Die überregionale Bedeutung zeigte sich auch bei den Hoffesten, an denen zweimal Markgrafen von Baden teilnahmen.
Die Burg wurde um 1300 ausgebaut, ist nach Zerstörung 1408 verfallen und war 1438 schon nicht mehr bewohnt. Als spätere Besitzer werden die Grafen von Zollern und Kaib von Hohenstein genannt.
Von 1983 bis 1985 wurden umfangreiche Sicherungsarbeiten durchgeführt.

## Beschreibung
Bei der Burganlage mit Vor- und Kernburg war der Turm der Kernburg, dessen Südostecke noch erhalten ist, das dominierende Element. Der Bergfried mit einer Grundfläche von 8,05 mal 6,80 Meter hatte eine Höhe von etwa 13 Meter mit einem Hocheingang auf 9 Meter höhe und eine Mauerstärke von 2,1 Meter.